# Mazurszczyna
Mazurszczyna, Mazurszczyzna (biał. Мазуршчына, ros. Мазурщина, Mazurszczina) – wieś na Białorusi, w obwodzie mińskim, w rejonie soligorskim, w sielsowiecie Dołhe.

## Historia i demografia
Nazwa miejscowości związana jest z osadnictwem mazurskim (pierwotnie z Mazowsza), a mieszkańcy posługiwali się (przynajmniej częściowo) dialektem języka polskiego, co znalazło swoje odbicie w toponimii.
W 1909 r. w gminie (w wołosti) Starobin w powiecie słuckim guberni mińskiej było kilka chutorów o nazwie Mazurszczyna.
Według spisu katastralnego w 2021 r. we wsi znajdowało się 99 budynków.

## Osoby urodzone w Mazurszczynie
- Jelena Stempkowska (1921–1942) – radziecka radiotelegrafistka, Bohater Związku Radzieckiego
- Walancina Akoława (biał. Валянціна Валянцінаўна Аколава, 1954–2013) – białoruska poetka i tłumaczka